# Lysicles
Lysicles is een geslacht van Phasmatodea uit de familie Phasmatidae. De wetenschappelijke naam van dit geslacht is voor het eerst geldig gepubliceerd in 1877 door Carl Stål.

## Soorten
Het geslacht Lysicles omvat de volgende soorten:
- Lysicles hippolytus Stål, 1877
- Lysicles periphanes (Westwood, 1859)